# Оберхофен (замок)
Оберхофен (нем. Schloss Oberhofen) — замок в муниципалитете Оберхофен-ам-Тунерзее в кантоне Берн, Швейцария.

## История

### Ранний период
Первый известный владелец поместья Оберхофен — барон Вернер фон Оберхофен, чья дочь Ита вышла замуж за барона Вальтера фон Эшенбаха. В свою очередь, Эшенбах должен был уступить Оберхофен (а также Унспуннен) Альбрехту I Габсбургу. Альбрехт передал Оберхофен в лён своему сыну Леопольду I Габсбургу. Леопольд заложил Оберхофена в 1318 году графу Оттону фон Штрассбергу, который ещё передал эти земли в управление барону Иоганну фон Вайссенбургу. Наконец в 1342 году Оберхофен оказался в качестве залога у Йоханнес фон Хальвилля. Позднее Оберхофен был перезаложен другим дворянам. После Битвы при Земпахе в 1386 году феод Оберхофен перешёл от графа Фридриха фон Цоллерна в собственность городской общины Берна.

### XV-XVIII века

Замок на рисунке 1795 года

Власти Берна отдали три четверти Оберхофена в качестве наследственного лёна богатому солтысу Людвигу фон Зефтигену, а оставшуюся четверть его зятю Никлаусу I фон Шарнахталю († около 1414 года). С угасанием рода фон Зефтигенов полное управление Оберхофена пришло к семье Шарнахталь. Никлаус III фон Шарнахталь (1519-1590), последний прямой представитель своего рода завещал лён своим племянникам Гансу, Дибольду, Самуилу и Альбрехту фон Эрлах. Братья были наследниками влиятельного бернского солтыса Франца Людвига фон Эрлаха. Однако после его смерти в 1652 году, несмотря на возражения вдовы покойного, Оберхофен вернулся в собственность властей Берна. Поместье теперь управлялось напрямую представителями городской общины. Управляющие проживали в Оберхофене до весны 1798 года.

### XIX век
В 1801 году замок был продан Иоганну Петру Кнехтенхоферу (1762-1812), который старался привлечь в окрестности Тунского озера богатых туристов из Европы. В 1829 году замок перешёл в собственность его сына Иоганна Якоба Кнехтенхофера и его двоюродного брата Иоганна Фридриха Кнехтенхофера. В 1830 году Фридрих фон Лербер, правительственный чиновник из Интерлакена, купил замок Оберхофен у семьи Кнехтенхоферов. Его вдова, Луиза Адельхайд Лербер, в свою очередь, продала собственность в 1844 году за 50 000 франков прусским графам Фридриху фон Пурталесу (1779–1861) и Альберту фон Пурталесу (1812–1861). Последний женился на Анне фон Бетманн-Хольвег (1827-1892), дочери Морица Августа фон Бетман-Гольвега. Графиня Анна фон Пурталес завещала замок своей второй дочери Элен фон Пурталес (1849–1940), которая вышла замуж за графом Фердинанда фон Харраха (1832–1915).

### XX век
В 1920 году графиня Харрах передала замок своему сыну Гансу Альбрехту фон Харраху (1873–1963). Однако уже в 1925 году он был вынужден продать Оберхофен. Покупателем стал богатый американский адвокат Уильям Мол Мизей (1875-1967). В 1940 году он основал Фонд замка Оберхофен, который владеет замком и окружающим парком до настоящего времени. В 1952 году Мизей поручил управление фондом Бернскому историческому музею. В 1954 музей открыл замок Оберхофен для посетителей как свой филиал. С 2009 года Фонд снова стал независимым от Бернского исторического музея.

## Описание замка

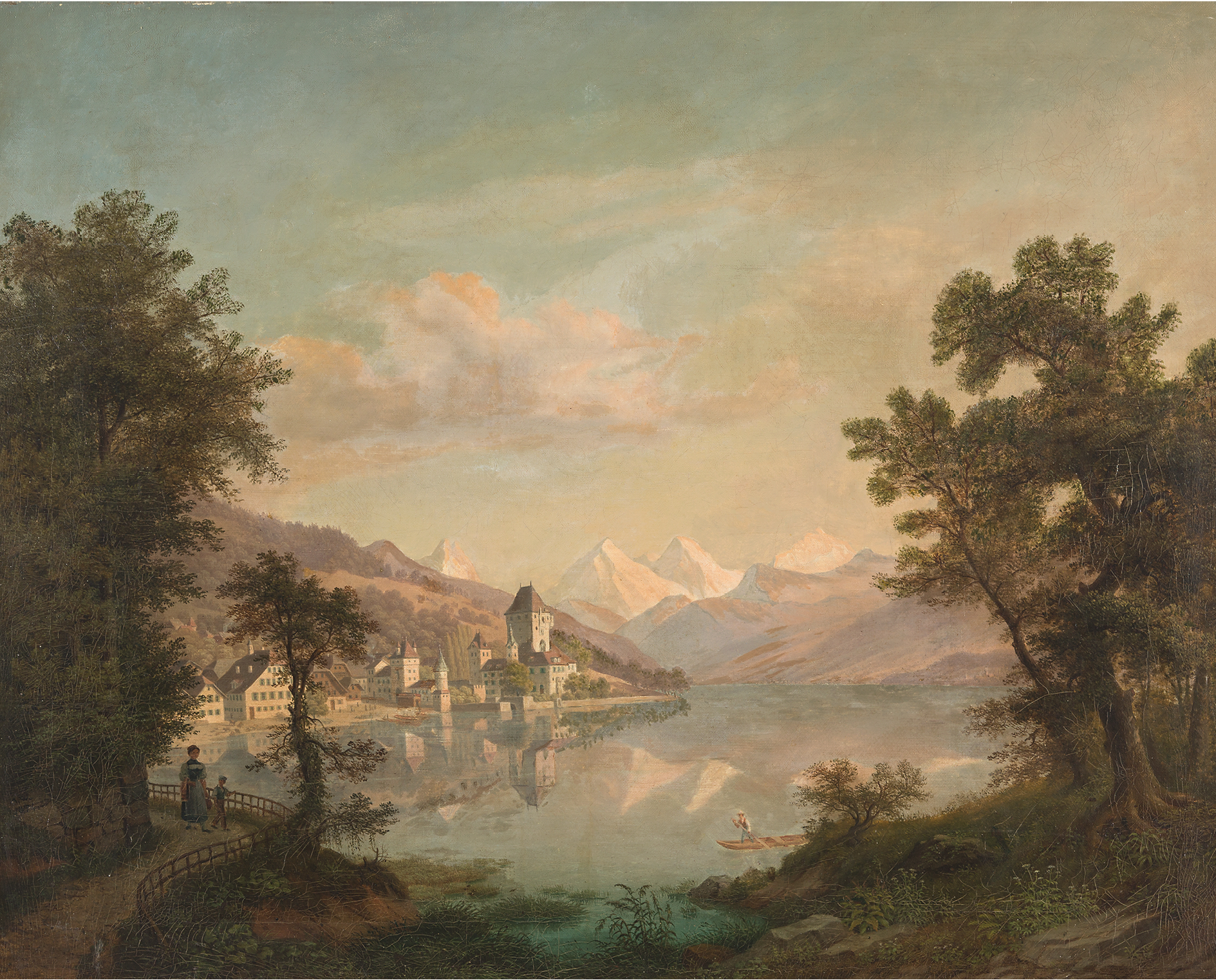
Вид замка Оберхофен на картине середины XIX века

Первые укрепления на этом месте построены в XII веке. Цитадель воздвигнута, вероятно, около 1200 года. Центральная башня имела в основании прямоугольник размером 11 на 12,5 метров. Толщина каменных стен составляет 2 метра.
Жилая резиденция появилась позднее. Часовня замка была освящена в 1473 году.
После того, как власти Берна приняли замок от семьи фон Эрлах, он стал резиденцией бернского судебного пристава и был расширен. К 1700 году завершилась масштабная реконструкция. Центральная башня была окружена новыми зданиями, построенными в стиле Бернского барокко. Западная часть жилого комплекса зданий построена в XVIII веке.
С 1849 по 1852 год замок был перестроен в стиле неоготики. Именно тогда появились новые фасады, угловые башни, башня с часами, черепичные крыши, зубчатые стены и часть жилых зданий. Кроме того была восстановлена башня, расположенная прямо в озере. На верхних этажах появилась библиотека и курительная комната в турецком духе. В эти же годы югу от замка был разбит парк площадью 2,5 га.

## Музей
В замке расположена постоянная выставочная экспозиция. На втором этаже резиденции посетителей знакомят с бытовой жизнью замка в XIX веке, когда им владела семья Харрах-Пурталес. Причём значительное внимание уделено не хозяевам, а слугам. Постоянная выставка на первом этаже замка знакомит с 800-летней историей крепости и рассказывает о её прежних обитателях.

## Галерея

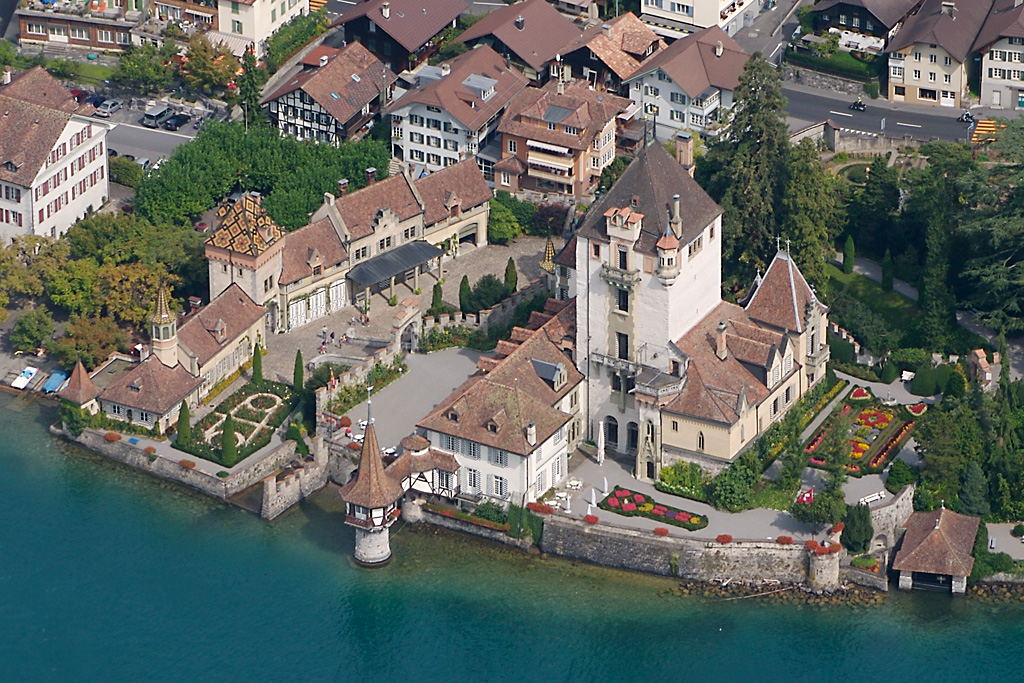
Вид замка Оберхофен с высоты
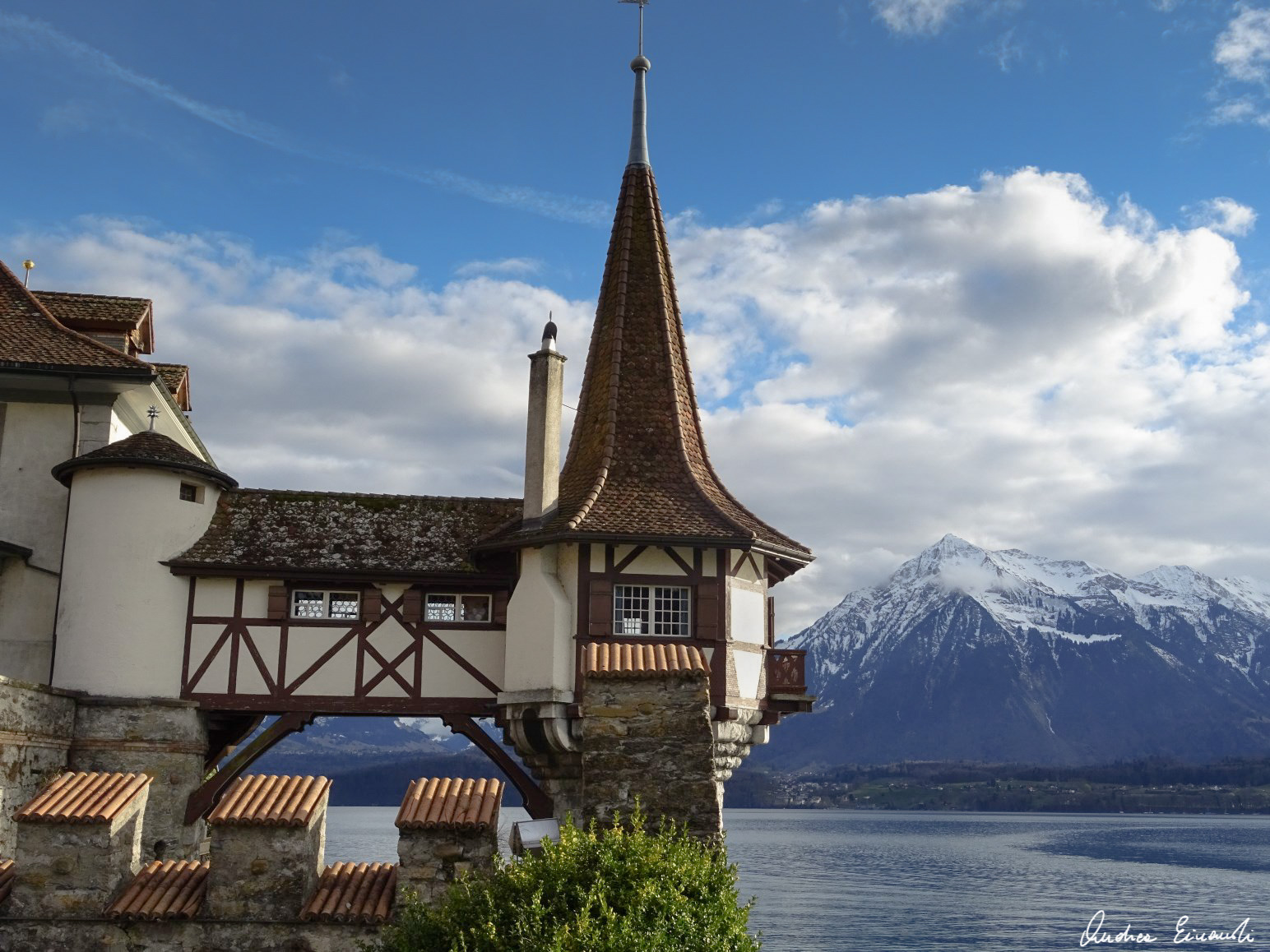
Башня над поверхностью озера
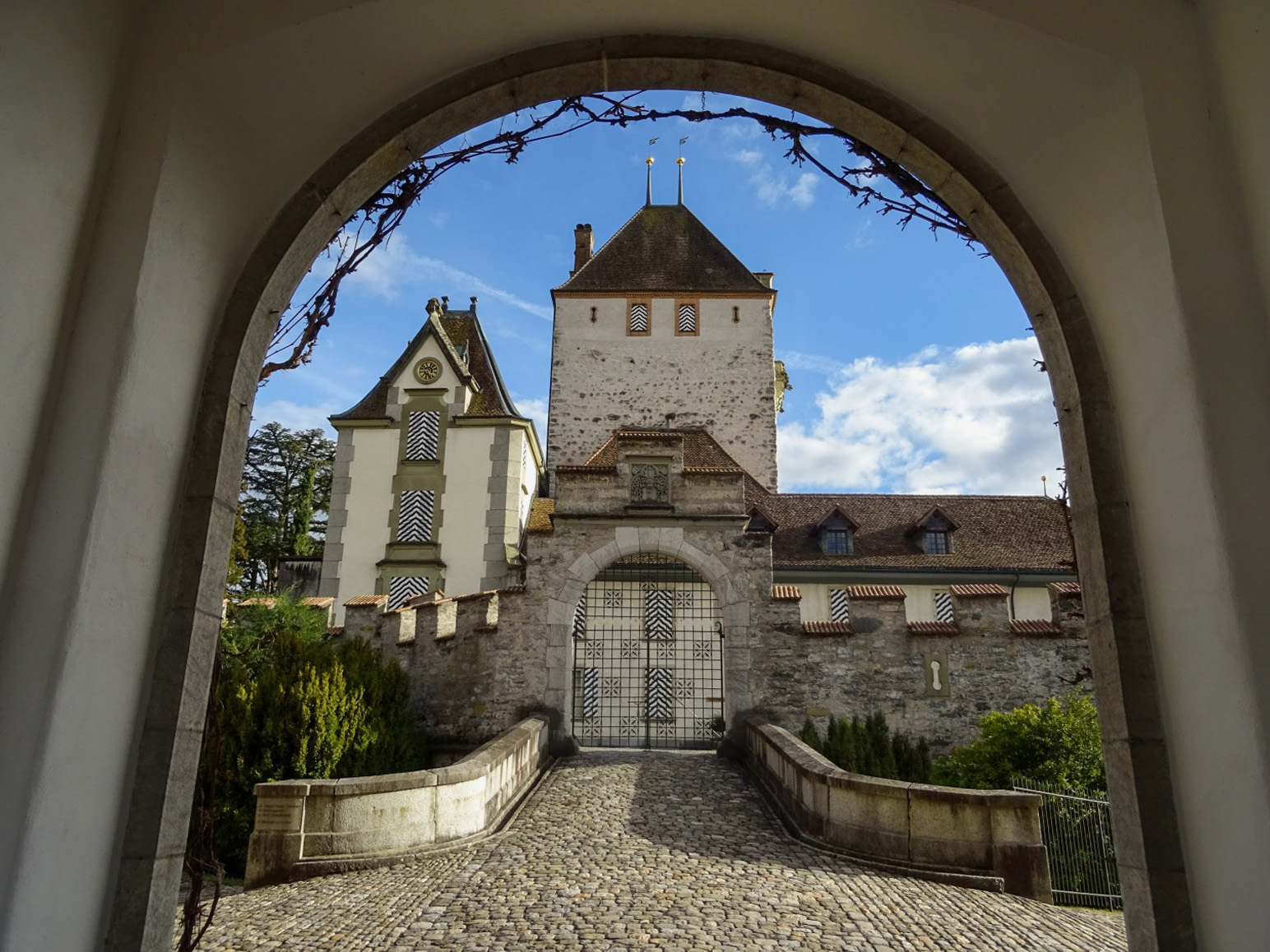
Главные ворота